# جاسم كريم
جاسم كريم ولد في 28 مايو 1967 هو حكم كرة قدم بحريني حكَّم في كأس الأمم الآسيوية لكرة القدم 2007 و دوري أبطال آسيا 2007 و كأس الاتحاد الآسيوي 2007.